# Stazione di Hastings
La stazione di Hastings (in inglese Hastings railway station) è la principale stazione ferroviaria di Hastings, in Inghilterra.